# Alexander Malachovsky
Alexander Josef Malachovsky (* 20. August 1922 in Budapest, Ungarn; † 30. November 1989 in München) war ein in Ungarn geborener deutschsprachiger Schauspieler, Hörspielsprecher und -Regisseur.

## Leben
Alexander Malachovsky, auch Malachowsky, selten von Malachovsky, wurde 1922 in Budapest geboren. Seit 1952 trat er regelmäßig in Nebenrollen deutscher Film- und Fernsehproduktionen auf. Seine durchgängigste Nebenrolle war die des Oberlehrers Fritz Wunder in fünf (nach anderen Angaben sechs) Episoden der bayerischen Fernsehserie Königlich Bayerisches Amtsgericht. Wiederholt trat er in den Krimi-TV-Serien Derrick und der Der Alte auf.
Seit den 1960er Jahren beteiligte er sich noch häufiger bei Hörspielproduktionen des Rundfunks und seit den 1970er Jahren auch bei Schallplattenproduktionen, insbesondere jenen Hörspielen um die Figur des Pumuckl. Nach dem frühen Tod des Regisseurs Jan Alverdes übernahm er die Regie für weitere Aufnahmen, während bei den zeitgleich aufgenommenen Episoden für den Rundfunk jedoch Willy Purucker verantwortlich zeichnete. Insgesamt führte Malachovsky Regie bei 48 Aufnahmen mit Alfred Pongratz als Meister Eder und später die komplette Hörspielreihe mit Gustl Bayrhammer als Meister Eder. In dieser Phase fungierte er auch als einer regelmäßigsten Nebenrollensprecher, wo er meist die älteren Kunden Eders oder den Hausmeister sprach, in der ersten Folge sprach er auch einen Stammtischfreund Eders (welcher in der neuen Reihe durch Fritz Straßner ersetzt wurde). In der neuen Reihe sprach er auch einige Rollen, die er in der alten Reihe nicht gesprochen hatte, nämlich einen Passanten, den Sammler von antiken Möbeln Herr Willhart (beide waren in der alten Hörspielreihe von Dieter Wieland gesprochen worden), den Gitarrenspieler Bichler (ursprünglich Hans Löscher), einen Autofahrer (ursprünglich Michael Lenz, welcher allerdings ebenfalls auch in dieser Fassung eine Rolle sprach, und zwar einen anderen Autofahrer, welcher in der alten Fassung wiederum durch Karl Obermayr vertont worden war), Eders alten Freund Georg „Schorsch“ Müller und einen griechischen Steward in Pumuckl und der blaue Klabauter (letztere beide Folgen existierten in der alten Reihe nicht). Auch in zwei Folgen der Fernsehserie spielte er als Polizist an der Seite von Wolfgang Klein mit (in eben jenen beiden Folgen hatte er auch in der Hörspiel-Version gesprochen, allerdings keinen Wachtmeister). Auch bei der im Bayerischen Rundfunk gesendeten Science-Fiction-Krimi-Hörspielserie von Michael Koser Der letzte Detektiv führte Malachovsky bei den Episoden 5 bis 16 Regie.
Alexander Malachovsky verstarb im Alter von 67 Jahren am 30. November 1989 und fand seine letzte Ruhe in dem alten Teil des Münchener Waldfriedhofs.

## Filmographie
- 1952: Die schöne Tölzerin
- 1953: Der Klosterjäger
- 1954: Die Gefangene des Maharadscha
- 1954: Gefangene der Liebe
- 1955: Lola Montez
- 1955: Die Abenteuer des braven Soldaten Schwejk
- 1955: Admiral Bobby
- 1959: Eine Dummheit macht auch der Gescheiteste
- 1961: Die inneren Stimmen
- 1963: Das Kriminalmuseum – Zahlen-Code N
- 1965: Das Kriminalmuseum – Der Brief
- 1965: Im Wartesaal zum großen Glück
- 1965: Sie schreiben mit – Die Entscheidung
- 1966: Judith
- 1966: Das Geld liegt auf der Straße
- 1969: Königlich Bayerisches Amtsgericht – Der Atheist
- 1969: Königlich Bayerisches Amtsgericht – Die Polizeistund
- 1969: Königlich Bayerisches Amtsgericht – Concordia
- 1970: Die Perle – Aus dem Tagebuch einer Hausgehilfin – Der Magier
- 1970: Blaues Wild
- 1970: Königlich Bayerisches Amtsgericht' – Der zerbrochene Maßkrug
- 1971: Königlich Bayerisches Amtsgericht – Die Verwechslung
- 1973: Mordkommission – Mutter Zwilcher
- 1975: Der Komödienstadel – Thomas auf der Himmelsleiter
- 1976: Derrick – Pecko und Der Tod des Trompeters
- 1977: Aufforderung zum Tanz, Regie: Peter F. Bringmann
- 1977: Der Mann mit dem Zylinder
- 1977: Die seltsamen Abenteuer des Herman van Veen – Als die Mühle fliegen lernte
- 1979: Die Überführung
- 1979: Der Komödienstadel – Der Geisterbräu
- 1981: Polizeiinspektion 1 – Rosenmontag
- 1985: Der Alte – Flüstermord
- 1987: Der Alte – Die letzte Nacht
- 1988: Meister Eder und sein Pumuckl – Pumuckl will eine Uhr haben
- 1988: Der Fahnder – Der Favorit
- 1989: Meister Eder und sein Pumuckl – Das Spiel mit dem Feuer
- 1989: Der Alte – Ausgestiegen
- 1991: Josef Filser (Fernsehserie, 1 Episode)

## Hörspiele (Auswahl)
Regie
- Herbert Achternbusch: Hörspiel in München und am Starnberger See. Regie: Alexander Malachovsky, Komponist: Frank Duval. HR/BR 1970, 75 Minuten.
- Jean-Robert Lestienne: Ein Toter, kein Täter. Übersetzer: Odile Wolff, Regie: Alexander Malachovsky, Mitwirkende: Pierre Manelier: Claus Biederstaedt, Murielle Godard: Karin Hübner, Julien Deschenal: Jürgen Goslar. BR 1971, 58 Min.
- Claude Dufresne: Das Huhn mit den goldenen Eiern. Regie: Alexander Malachovsky, Komponist: Frank Duval. Mitwirkende: Reiner Schöne, Helga Trümper, Peter Fricke, Claudia Wedekind, Hansjörg Felmy, Werner Kreindl, Manfred Seipold u. a., BR 1971, 51 Min.
- Elfriede Jelinek: Die Jubilarin. BR 1978, Regie: Alexander Malachovsky, 16 Min. Sprecher: Günther Schramm, Josefa: Maria Englstorfer.
- André Müller: Robinsonade in O. BR 1978.
- Isolde Sammer:  Requiem für einen treusorgenden Gatten. BR 1978.
- Helmuth M. Backhaus: Der Fall Dr. Crippen. Regie: Alexander Malachovsky, Komponist: Frank Duval. BR 1979, 52 Minuten. Mit: Chefinspektor Snow: Herbert Fleischmann, Detektivsergeant Reilly: Michael Hinz, Dr. Crippen: Harald Leipnitz.
- Helmuth M. Backhaus: Die Scotland Yard Story. (Dokumentation) Regie: Alexander Malachovsky. Mitwirkende: Heinz Drache, Erich Hallhuber, Eva-Maria Meineke, Günther Sauer, Lilian Westphal, BR 1980, 97 Minuten.
- Jürgen Runau: Der Schatten des Balles war aus. BR 1980, ca. 20 Min.
- Anton Maly: Der Komödienstadel: Schneesturm (Regieassistenz) – Regie: Olf Fischer, BR 1981, 67 Min.
- Fritz Meingast: Gespräche in Wiener Neustadt. BR 1981, 83 Min.
- Jürgen Runau: Das Tierheim. BR 1981, 14 min.
- Traugott Krischke:  Angaben zur Person des Zeugen Josef von Horváth. BR 1981, 50 Min.
- Jean Horivan: Morgen dreh' ich mich um. BR 1981, 8 Min.
- Horst Schlötelburg: Ein Taxi für den nächsten. BR 1981, 15 Min.
- Jürgen Thorwald:  Das Jahrhundert der Detektive 5: Ein tragischer Unfall. Regie: Alexander Malachovsky, Mitwirkende: Herbert Fleischmann, Mario Andersen, Christian Marschall, Günther Sauer u. a., BR 1981, 57 Min.
- Douglas Adams: Per Anhalter ins All, 6 Teile, Regie: Alexander Malachovsky (gemeinsam mit Ernst Wendt), BR 1981/1982
- Christiane Adam: Reisevorbereitungen. Regie: Alexander Malachovsky, BR 1982, 13 Minuten.
- Hans Breinlinger: Das Weihnachtsorakel. Regie: Alexander Malachovsky, BR 1982, 50 Minuten. Mitwirkende: Hans Breinlinger, Erika Wackernagel, Cornelia Glogger, Georg Späth, Ulf Jürgen Wagner
- Rudolf Adamek: Das sechste Programm. Regie: Alexander Malachovsky, BR 1982 11 Minuten.
- Alfons R. Krieglsteiner:  Wie der Bayerische Wald zu Afrika kam. BR 1982, 15 Min.
- Meir Lubor Dohnal: Der Adler. BR 1983, 51 Min.
- Pavel Juracek: Zu den drei Echos. BR 1983, 13 Min.
- Fritz Meingast: SS-Strafgefangener 2343/44. BR 1983, 60 Min.
- Wolfgang Jeschke:  Wir kommen auf Sie zu, Mister Smith. BR 1984, 9 Min.
- Anita Mally: Das Geschenk. BR 1984, 11 Min.
- Fritz Meingast: Angriff der Haie. BR 1984, 97 Min.
- Jürgen Runau: Die Eigenart der Pfifferlinge. 1984.
- Karel Čapek: Der Tod des Archimedes. BR 1985, 8 Minuten.
- Michael Koser: Der letzte Detektiv, # 5 bis 16, BR 1985 bis 1989.
  - 05 Requiem. BR 1985, 59 Min.
  - 06 Kidnapper. BR 1985, 54 Min.
  - 07 Schmiergeld. BR 1985, 59 Min.
  - 08 Niemandsland. BR 1985, 54 Min.
  - 09 Sündenbock. BR 1986, 54 Min.
  - 10 Todestour. BR 1986, 58 Min.
  - 11 Spielwiese. BR 1986, 54 Min.
  - 12 Inselklau. BR 1986, 54 Min.
  - 13 Megastar. BR 1988, 53 Min.
  - 14  Supernova. BR 1988, 50 Min.
  - 15  Schneewittchen. BR 1988, 50 Min.
  - 16  Störfalle. BR 1988, 50 Min.
- Helmut Metzger: Versichert. BR 1986, 11 Min.
- Streng vertraulich. 1986.
- Roland Waitz: Die Faschingsprinzessin. BR 1987, 10 Min.

Sprecher
- Käthe Olshausen: Abdallah und sein Esel. Regie: Hanns Cremer, mit Heinz Rühmann, Axel von Ambesser, Bum Krüger, Alexander Malachovsky, Helen Vita, Heinz Leo Fischer, BR 1953.
- Josef Martin Bauer: Dr. Dr. Hippolyt Leibetseder; Regie: Helmut Brennicke; BR 1955; 72 Minuten
- Leopold Ahlsen: Die Ballade vom halben Jahrhundert; Regie: Heinz-Günter Stamm; HR/BR/RB 1957; 89 Minuten
- Georges Simenon: Maigret und die Bohnenstange. Text: Ernst Sander, Regisseur: Heinz-Günter Stamm, Bearbeiter: Gert Westphal, Maigret: Paul Dahlke, Inspektor Janvier: Rolf Boysen, Ernestine, genannt Bohnenstange: Hanne Wieder, Albert: Hans Clarin, Guilleaume Serre: Hanns Ernst Jäger, Madam Serre: Gertrud Spalke, Übersetzer: Alexander Malachovsky, 59 Minuten, Bayerische Rundfunk 1961, Der Audio Verlag 2005.[2][3]
- Roderick Wilkinson: Der große Fang (8 Teile); Regie: Fritz Benscher; BR 1961
- William Shakespeare: Hamlet, Prinz von Dänemark; Regie: Helmut Brennicke; BR 1964; 193 Minuten
- Maria Matray; Answald Krüger: Waldhausstraße 20; Regie: Walter Ohm; BR; 85 Minuten
- 1964: Otto Heinrich Kühner: Die Übungspatrone; Regie: Walter Ohm; BR 1964; 45 Minuten
- 1966: Arthur Conan Doyle: Der Hund von Baskerville (Sprechrolle als Postmeister und Regieassistenz); Regie: Heinz-Günter Stamm; BR; 75 Minuten
- 1966: Dorothy L. Sayers: Glocken in der Neujahrsnacht (Edward Thorpe); Regie: Otto Kurth; Hörspielbearbeitung, Kriminalhörspiel – BR; 195 Minuten
- Die Grandauers und ihre Zeit, BR 1980 bis 1985.
- Lars Gustafsson: Sigismund. Regie: Bernd Lau, BR/NDR 1981. 78 Minuten.